# Сим, Аластер
Аластер Джордж Белл Сим (англ. Alastair George Bell Sim; 1900—1976) — британский, шотландский характерный актёр театра, кино, телевидения. Командор ордена Британской империи. Наибольшую известность и актёрское признание получил после исполнения роли Скруджа в классической экранизации повести Чарльза Диккенса «Рождественская песнь».

## Биография
Аластер Сим родился в Эдинбурге в 1900 году. Его мать Изабелла Сим (в девичестве — Макинтайр) родом с острова Эгг на западе страны. Когда она в подростковом возрасте переехала на остров Великобритания, долгое время могла говорить только на гэльском языке. Отец — Александр Сим, — преуспевающий бизнесмен из Эдинбурга. Аластер получил образование в дорогом частном колледже. С 1925 по 1930 годы преподавал ораторское искусство и драматическое мастерство в Эдинбургском университете. Его дебют на сцене состоялся в 1930 году в лондонском театре «Олд Вик». Впервые снялся в кино в 1935 году и долгое время оставался актёром второго плана. Первый успех пришёл в 1939 году с ролью сержанта Бингема в серии фильмов «Инспектор Хорнли» (его сыграл Гордон Харкер). При этом критиками отмечался тот факт, что Сим иногда переигрывал своего более звёздного партнёра. С этого времени режиссёры всё чаще стали предлагать Аластеру Симу главные роли.
В 1941 году Сим снялся в ленте «Коттедж в аренду». В этой картине свою первую роль исполнил подросток по имени Джордж Коул. Юный талант настолько приглянулся Симу, что тот, узнав о бедственном положении семьи Джорджа, пригласил его переехать со своей приёмной матерью к нему в Южный Оксфордшир, стал его учителем актёрского мастерства, помог избавиться от акцента кокни. В доме Аластера и Наоми Симов Джордж прожил до 27-летнего возраста (до 1952 года, за вычетом трёх лет в армии). После этого у Джорджа появилась невеста, поэтому он купил себе отдельный дом, но рядом со своим наставником. Сим и Коул снялись вместе в 11 лентах.
В 1950-м году Сим был признан лучшим актёром Великобритании. Всё последующее десятилетие сопровождалось стабильным успехом. 1960-е и начало 1970-х у Аластера Сима были посвящены театральным работам, а также участием в некоторых телевизионных проектах. В 1953 году за вклад в национальное искусство ему был вручён орден Британской империи.
Состоял в браке с Наоми Пласкитт с 1932 года до дня своей кончины. Пара имела одну дочь. Аластер Сим скончался в 1976 году от рака лёгкого.

## Избранная фильмография
| Год  |   | Русское название              | Оригинальное название          | Роль                              |
| ---- | - | ----------------------------- | ------------------------------ | --------------------------------- |
| 1939 | ф | Инспектор Хорнли              | Inspector Hornleigh            | сержант Бингем                    |
| 1939 | ф | Инспектор Хорнли на отдыхе    | Inspector Hornleigh on Holiday | сержант Бингем                    |
| 1941 | ф | Почтовый поезд                | Inspector Hornleigh Goes To It | сержант Бингем                    |
| 1945 | ф | Ватерлоо-роуд                 | Waterloo Road                  | доктор Монтгомери                 |
| 1946 | ф | Зелёный — цвет опасности      | Green for Danger               | инспектор Кокрилл                 |
| 1947 | ф | Шум и крик                    | Hue and Cry                    | писатель Феликс Уилкинсон         |
| 1950 | ф | Страх сцены                   | Stage Fright                   | командор Гилл                     |
| 1951 | ф | Смех в раю                    | Laughter in Paradise           | Денистон Рассел                   |
| 1951 | ф | Скрудж                        | Scrooge                        | Скрудж                            |
| 1952 | ф | Невиновные в Париже           | Innocents in Paris             | Норман Баркер                     |
| 1954 | ф | Визит инспектора              | An Inspector Calls             | инспектор Пул                     |
| 1954 | ф | Красотки из Сент-Триниан      | The Belles of St Trinian's     | Миллисент Фриттон/Кларенс Фриттон |
| 1957 | ф | Синее убийство в Сент-Триниан | Blue Murder at St Trinian's    | мисс Фриттон                      |
| 1958 | ф | Дилемма доктора               | The Doctor's Dilemma           | Катлер Уолпол                     |
| 1960 | ф | Миллионерша                   | The Millionairess              | адвокат Юлиус Сагамор             |
| 1960 | ф | Школа для негодяев            | School for Scoundrels          | мистер Поттер                     |
| 1972 | ф | Правящий класс                | The Ruling Class               | епископ Лемптон                   |
| 1975 | ф | Королевский блеск             | Royal Flash                    | мистер Грейг                      |